# San José Monte Verde
San José Monte Verde är en ort i Mexiko.   Den ligger i kommunen Santa María Nativitas och delstaten Oaxaca, i den sydöstra delen av landet, 270 km sydost om huvudstaden Mexico City. San José Monte Verde ligger 2 275 meter över havet och antalet invånare är 252.
Terrängen runt San José Monte Verde är kuperad. Runt San José Monte Verde är det glesbefolkat, med 9 invånare per kvadratkilometer. Närmaste större samhälle är Villa Tejúpam de la Unión, 13,8 km väster om San José Monte Verde. Trakten runt San José Monte Verde består i huvudsak av gräsmarker.